# John Chrisostom Ndimbo
John Chrisostom Ndimbo (ur. 12 października 1960 w Kipololo) – tanzański duchowny katolicki, biskup diecezjalny Mbinga od 2011.

## Życiorys
Święcenia kapłańskie otrzymał 21 czerwca 1989 i został inkardynowany do diecezji Mbinga. Przez wiele lat pracował jako wykładowca i rektor niższego seminarium w Likonde. W 2010 został sekretarzem wykonawczym wydziału Konferencji Episkopatu Tanzanii ds. edukacji.
12 marca 2011 papież Benedykt XVI mianował go biskupem diecezjalnym Mbinga. Sakry udzielił mu 5 czerwca 2011 metropolita Dar-es-Salaam - kardynał Polycarp Pengo.